# Régiment de Ray cavalerie
Pour les articles homonymes, voir régiment de Puységur, régiment de Livry, régiment de Bezons, régiment de Beringhen et régiment de Broglie.
Le régiment de Ray cavalerie est un régiment de cavalerie du royaume de France créé en 1672.

## Création et différentes dénominations
- 14 août 1674 : création du régiment de La Margelle cavalerie
- 4 mars 1675 : renommé régiment de Puységur cavalerie
- 8 août 1679 : réformé, sa compagnie Mestre de camp étant incorporée dans le régiment de Chevreau cavalerie par ordre du 15
- 15 janvier 1684 : rétablissement du régiment de Pointségut cavalerie
- 8 janvier 1696 : renommé régiment de Tournefort cavalerie
- 10 juillet 1699 : renommé régiment de Livry cavalerie
- 15 mars 1718 : renommé régiment de Bezons cavalerie
- 1719 : renommé régiment de Beringhen cavalerie
- 1730 : renommé régiment de Vassé cavalerie
- 18 avril 1741 : renommé régiment de Broglie cavalerie
- 31 mai 1752 : renommé régiment de Lameth cavalerie
- 1760 : renommé régiment de Ray cavalerie
- 1er décembre 1761 : réformé par incorporation au régiment des Cuirassiers du Roi

## Équipement

### Étendards
4 étendards de « ſoye cramoisi, Soleil d’or au milieu brodé, & frangez d’or ».

Étendards
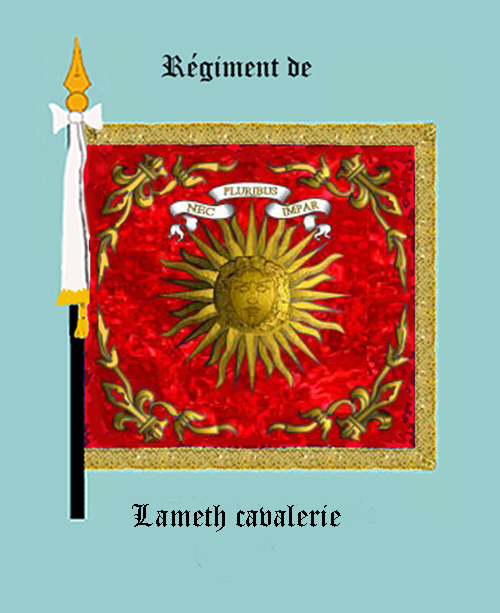
régiment de Lameth cavalerie, avers

### Habillement

Uniformes
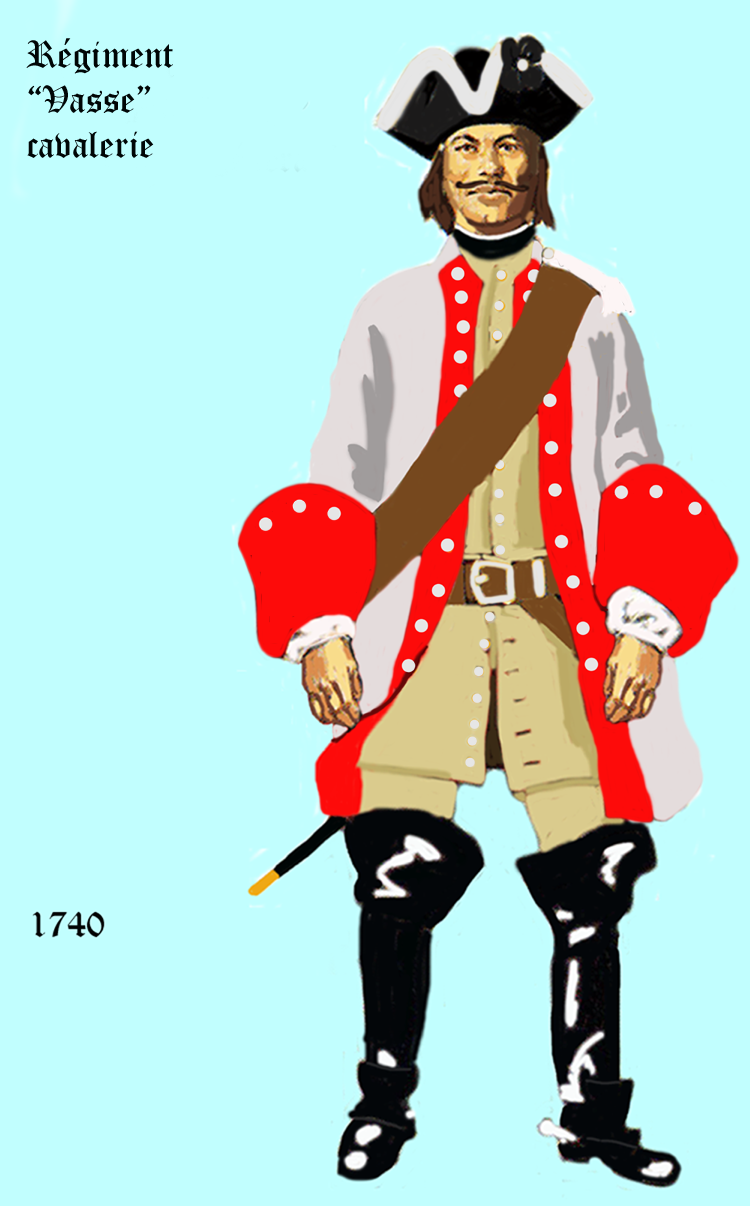
de 1740 à 1757
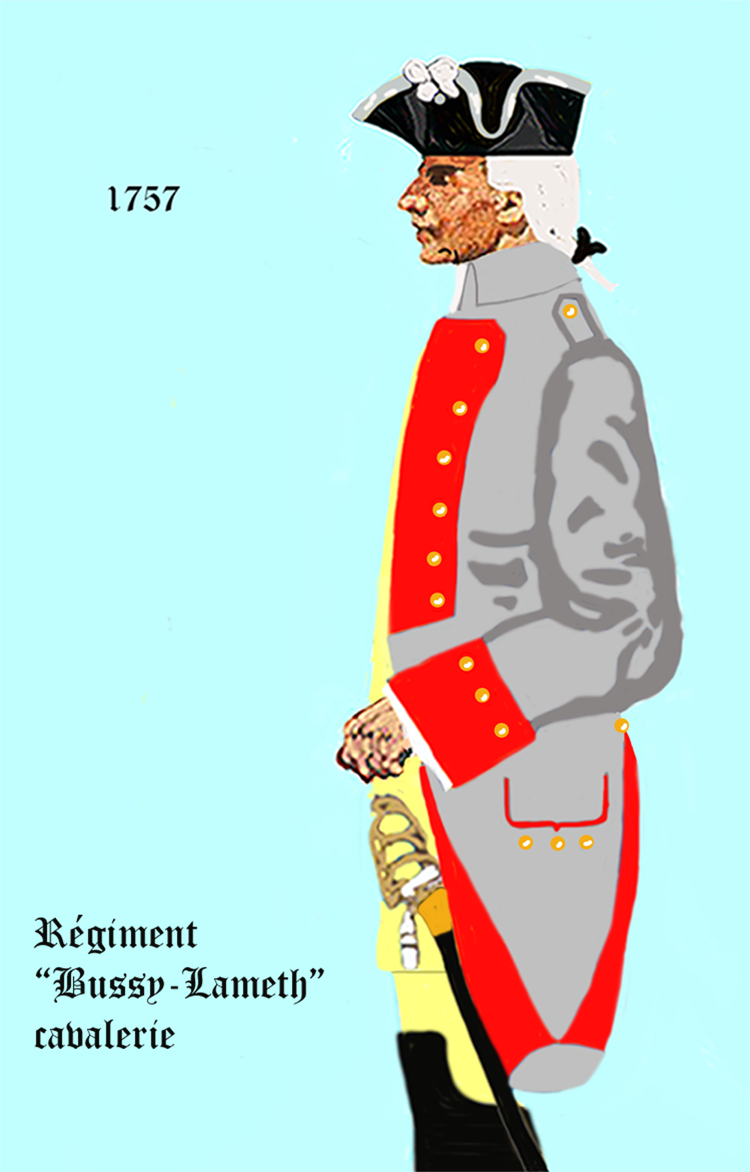
de 1757 à 1761

## Historique

### Mestres de camp
- 14 août 1674 : sieur de La Margelle, † 1675
- 4 mars 1675 : Barthélemy de Soins, comte de Puységur[note 1], brigadier le 10 mars 1690, maréchal de camp le 3 janvier 1696
- 8 janvier 1696 : François du Vivier-Lansac, comte de Tournefort, brigadier de cavalerie le 10 février 1704, maréchal de camp le 12 novembre 1708, † 11 septembre 1709
- 10 juillet 1699 : Louis de Sanguin, marquis de Livry, brigadier le 26 octobre 1704, maréchal de camp le 8 mars 1718, lieutenant général des armées du roi le 22 décembre 1731, † 3 juillet 1741
- 15 mars 1718 : Louis Gabriel Bazin, marquis de Bezons, brigadier le 20 février 1734, maréchal de camp le 1er mars 1738, † 22 juillet 1740
- 1719 : Beringhen
- 1730 : vidame de Vassé
- 18 avril 1741 : Charles François, chevalier puis comte de Broglie, brigadier le 20 mars 1747, maréchal de camp le 23 juillet 1756, lieutenant général le 18 mai 1760, † 16 août 1781
- 31 mai 1752 : Louis Charles de Lameth-Hennoncourt, comte de Lameth, brigadier le 22 décembre 1757, maréchal de camp le 20 février 1761, † 12 mai 1761
- 1760 : chevalier de Ray, ci-devant aide-major de la Gendarmerie

### Quartiers
- Schélestat[1]